# Tripteris
Tripteris là một chi thực vật có hoa trong họ Cúc (Asteraceae).

## Loài
Chi Tripteris gồm các loài: